# Marica Perišić
Marica Perišić (cyr. Марица Перишић ;ur. 25 stycznia 2000) – serbska judoczka. Dwukrotna olimpijka. Zajęła dziewiąte miejsce w Tokio 2020 i siódme w Paryżu 2024. Walczyła w wadze lekkiej.
Piąta na mistrzostwach świata w 2021; uczestniczka zawodów w 2019, 2022, 2023 i 2024. Startowała w Pucharze Świata w 2017, 2019 i 2023. Piąta na mistrzostwach Europy w 2020 i 2024, a także trzecia w drużynie w 2024. Mistrzyni igrzysk śródziemnomorskich w 2022 roku.

## Letnie Igrzyska Olimpijskie 2020
| Konkurencja | Eliminacje              | Eliminacje                | Klas. końcowa |
| Konkurencja | Przeciwnik I            | Przeciwnik II             | Miejsce       |
| ----------- | ----------------------- | ------------------------- | ------------- |
| 57 kg       | Sanda Al-Dass (SYR) · Z | Timna Nelson-Levy (ISR) P | 9.            |